# Lý Hữu (tướng nhà Đường)
Lý Hữu (chữ Hán: 李祐, ? – 22/06/829), tự Khánh Chi , không rõ người ở đâu, tướng lãnh trung kỳ nhà Đường, có công tham gia trấn áp các lực lượng quân phiệt Chương Nghĩa tiết độ sứ Ngô Nguyên Tế và Hoành Hải tiết độ sứ Lý Đồng Tiệp.

## Cuộc đời và sự nghiệp
Hữu vốn là Nha tướng ở Thái Châu, phụng sự Ngô Nguyên Tế, nổi tiếng kiêu dũng thiện chiến. Hữu làm Hành doanh tướng, giúp phiến quân Hoài Tây chống lại triều đình, mỗi lần đối địch với quan quân, đều khiến họ khiếp sợ tránh né. Năm Nguyên Hòa thứ 12 (817), Hữu bị Lý Tố bắt sống. Tố biết Hữu có đảm lược, tha chết cho ông, đãi ngộ rất hậu. Tố đối với Hữu chân thành, cho phép đi lại tự do trong soái trướng, cùng nhau bàn bạc cơ mật, suốt đêm không ngủ. Có người ở bên ngoài áp tai vào lều của Hữu, chỉ nghe được tiếng khóc vì cảm động của ông. Nhưng trong quân vốn có nhiều người bị Hữu sát thương, tướng sĩ đều hận không giết được ông. Tố thấy lòng người không thôi oán hận, sợ không kềm chế nổi, bèn một mặt áp giải Hữu về kinh sư, một mặt ngầm dâng biểu xin tha cho ông, khẳng định không có Hữu thì không thể đánh bại Ngô Nguyên Tế. Đường Hiến Tông ban đặc chỉ tha cho Hữu, gởi trả lại cho Tố. Hữu lập tức được Tố giao cho 3000 tinh binh. Hữu không còn bị dị nghị, dốc lòng giúp Tố tập kích Thái Châu, bắt sống Ngô Nguyên Tế. Nhờ được thụ Thần vũ tướng quân, ban ao ruộng thóc lúa ; rồi thăng Kim Ngô tướng quân, Kiểm hiệu Tả tán kỵ thường thị, Hạ Châu thứ sử, Ngự sử đại phu, Hạ, Tuy, Ngân, Hựu tiết độ sứ.
Năm Bảo Lịch đầu tiên (825), Hữu vào triều làm Hữu Kim Ngô đại tướng quân. Ít lâu sau người Thổ Phồn xâm phạm, ra làm Kinh Châu thứ sử, Kính Nguyên tiết độ sứ. Tháng 11 ÂL năm Thái Hòa thứ 2 (828), nhận chức Hoành Hải tiết độ sứ mà đánh dẹp Lý Đồng Tiệp , được thăng Kiểm hiệu Hộ Bộ thượng thư , Thương Châu thứ sử, Thương, Đức, Cảnh tiết độ sứ.
Hữu mất ngày 18 tháng 05 ÂL năm Thái Hòa thứ 3 (22/06/829).